# Yuma megye (Arizona)
Yuma megye az Amerikai Egyesült Államokban, azon belül Arizona államban található. Megyeszékhelye és legnagyobb városa Yuma. Lakosainak száma 203 881 fő (2020. április 1.). Yuma megye La Paz, Maricopa, Mexicali, San Luis Río Colorado, Plutarco Elías Calles, Imperial és Pima megyékkel határos.

## Népesség
A megye népességének változása:
| Lakosok száma | 196 630 | 201 850 | 201 733 | 201 201 | 204 275 | 203 881 |
|               | 2010    | 2011    | 2012    | 2013    | 2015    | 2020    |